# David Montgomery (Investor)
David Montgomery (* 6. November 1948 in Bangor, Nordirland) ist ein britischer Medieninvestor. Er agiert als Private Equity-Manager, der sich im Bereich der Presse engagiert.

## Leben
Montgomery studierte Politikwissenschaft und Geschichte an der Queen’s University in Belfast. Zwischen 1973 und 1976 arbeitete er zuerst als Sub-Editor, dann als Redakteur für den Daily Mirror; 1976 wechselte er zu The Sun, bei der er bis in die Chefredaktion aufstieg. 1980 verließ er das Boulevardblatt. Weitere Arbeitgeber waren Sunday People, News of the World (1982–1987) und Today (1987–1991). Neben seiner journalistischen Tätigkeit nahm er auch immer mehr Aufgaben des Medienmanagements wahr. So war er Geschäftsführer der privaten Fernsehsender „Satellite Television PLC“ (1986–1991) und „London Live TV“ (1991/92).
In den 1990er-Jahren wurde er als Geschäftsführer der Mirror-Zeitungsgruppe (Daily Mirror) bekannt. Nachdem der Medienunternehmer und „Pressezar“ Robert Maxwell 1991 unter bis heute nicht vollständig geklärten Umständen ums Leben gekommen war, übernahm Montgomery 1992 die Leitung des britischen Pressehauses. Es gelang ihm trotz sinkender Auflage durch bei der Belegschaft unbeliebte Sparmaßnahmen und Entlassungen den Börsenwert des Unternehmens enorm zu steigern. Seine Geschäftsmethoden trugen ihm bei Kritikern den Spitznamen „Rommel“, nach dem Kriegsgegner seines berühmten Namensvetters, ein. 1999 musste er nach einem Streit mit dem Verwaltungsrat zurücktreten.
Heute ist Montgomery als Investor tätig und leitet die im Jahr 2000 von ihm gegründete Mecom Group, ein britisches Beteiligungsunternehmen, das sich auf die Medienbranche spezialisiert hat. Er gilt, je nach politischer Sichtweise, als „knallharter Sanierer“ oder als Inbegriff der „Heuschrecke“; ein Investor, der die Rendite auf Kosten des Unternehmens erwirtschaftet und es anschließend wieder abstößt.

## Konzern
In Irland war Montgomery ab 2003 als Berater für den Finanzinvestor 3i tätig. Dieser hatte unter dem Investmentvehikel Local Press Group die nordirischen Zeitungsverlage Century Press and Publishing und Derry-Journal-Group gekauft. 3i bezahlte dafür 46,3 Millionen Pfund (69 Millionen Euro). Montgomery war Presseberichten zufolge zu fünf Prozent an der Local Press Group beteiligt. Zwei Jahre später wurde die Local Press Group bereits wieder verkauft: Sie ging für 65 Millionen Pfund an die Johnsten Press aus Edinburgh, Montgomery soll rund 900.000 Pfund erlöst haben. In Deutschland ist Montgomery seit der Übernahme des Berliner Verlags, der die Berliner Zeitung und den Berliner Kurier herausgibt, im Oktober 2005 ebenso bekannt wie umstritten. David Montgomery, schrieb Gina Thomas in faz.net, gelte als „eiskalter Manager, der wenig über sich preisgibt und es als Schwäche empfindet, Gefühl zu zeigen.“ Ein Rückblick auf Montgomerys Laufbahn zeige, „dass er keine andere Kür zu kennen scheint als das Sparen.“
In einem Interview mit Journalisten der Berliner Zeitung vor deren endgültiger Übernahme sagte Montgomery: „Wir sind nicht auf schnelle Gewinne aus. Wir streben den Zusammenschluss vieler Zeitungen in Deutschland und vielleicht sogar Europa an, um Synergien zu erzielen.“ Ende Januar 2006 übernahm Montgomery über die BV Deutsche Zeitungsholding auch die Hamburger Morgenpost.
Die angelsächsische Medieninvestmentgruppe Mecom, angeführt von Montgomery, kaufte im Juli 2006 die Beteiligungen des norwegischen Orkla-Media-Konzerns, eines der größten Skandinaviens (für 970 Millionen Euro).
Im Januar 2009 musste die Gruppe wegen finanzieller Nöte den Berliner Verlag für 152 Millionen Euro an den Kölner Verlag M. DuMont Schauberg verkaufen.